# Abcoude
Abcoude és un antic municipi de la província d'Utrecht, al centre dels Països Baixos. L'1 de gener de 2009 tenia 8.711 habitants repartits per una superfície de 32,11 km² (dels quals 1,72 km² corresponen a aigua).
L'1 de gener 2011, es va incorporar al nou municipi de De Ronde Venen.

## Centres de població
- Baambrugge
- Stokkelaarsbrug

## Ajuntament
El consistori municipal, format el 2006, constava de 13 membres, :
- SVAB, 3 regidors
- CDA, 3 regidors
- VVD, 3 regidors
- PvdA, 2 regidors
- GroenLinks, 1 escons
- Demòcrates 66, 1 escó

## Agermanaments
- Lennik